# فريق سيل 6
مجموعة تطوير الحرب الخاصة البحرية (إن إس دبليو دي جي) (بالإنجليزية: Naval Special Warfare Development Group (NSWDG))، والمختصرة باسم ديفجرو (بالإنجليزية: DEVGRU) («مجموعة التطوير») والمعروفة بشكل غير رسمي باسم فريق سيل 6 (بالإنجليزية: SEAL Team Six)، هي مكون البحرية الأمريكية لقيادة العمليات الخاصة المشتركة (JSOC). غالبًا ما يشار إلى الوحدة داخل قيادة العمليات الخاصة المشتركة باسم فرقة العمل الزرقاء (بالإنجليزية: Task Force Blue). ديفجرو مدعومة إداريًا من قيادة الحرب الخاصة البحرية وتقودها قيادة العمليات الخاصة المشتركة عملياتيًا. معظم المعلومات المتعلقة بديفجرو مصنفة على أنها سرية، ولا يتم التعليق على تفاصيل أنشطتها عادةً من قبل وزارة الدفاع الأمريكية أو البيت الأبيض. على الرغم من تغييرات الاسم الرسمي وزيادة الحجم، لا يزال «فريق سيل 6» هو الاسم المعترف به على نطاق واسع للوحدة.
ديفجرو ونظيراتها في الجيش والقوات الجوية، قوة دلتا، نشاط دعم الاستخبارات، شركة الاستطلاع الفوجية لفوج رينجر 75 وسرب التكتيكات الخاصة 24، هي وحدات المهام الخاصة الأساسية من المستوى الأول في الجيش الأمريكي المكلفة بأداء المهام الأكثر تعقيدًا وتصنيفًا وخطورة والتي كانت موجهة حتى عام 2002 من قبل هيئة القيادة الوطنية، ومنذ ذلك الحين، مباشرة من الرئيس أو وزير الدفاع. تجري ديفجرو مهام متخصصة مختلفة مثل مكافحة الإرهاب، وإنقاذ الرهائن، والاستطلاع الخاص، والعمل المباشر (ضربات قصيرة المدى أو عمليات هجومية صغيرة النطاق)، غالبًا ضد أهداف عالية القيمة.

## التاريخ
تعود أصول ديفجرو إلى فريق سيل 6، وهي وحدة تم إنشاؤها في أعقاب عملية مخلب النسر. أثناء أزمة الرهائن في إيران عام 1979، كان ريتشارد مارسينكو أحد ممثلي البحرية الأمريكية في فرقة عمل هيئة الأركان المشتركة المعروفة باسم تي إيه تي (فريق العمل الإرهابي). كان الغرض من تي إيه تي هو وضع خطة لتحرير الرهائن الأمريكيين المحتجزين في إيران. في أعقاب الكارثة في قاعدة الصحراء الأولى في إيران، رأت البحرية الحاجة إلى وحدة مكافحة الإرهاب بدوام كامل وكلفت مارسينكو بتصميمها وتطويرها.

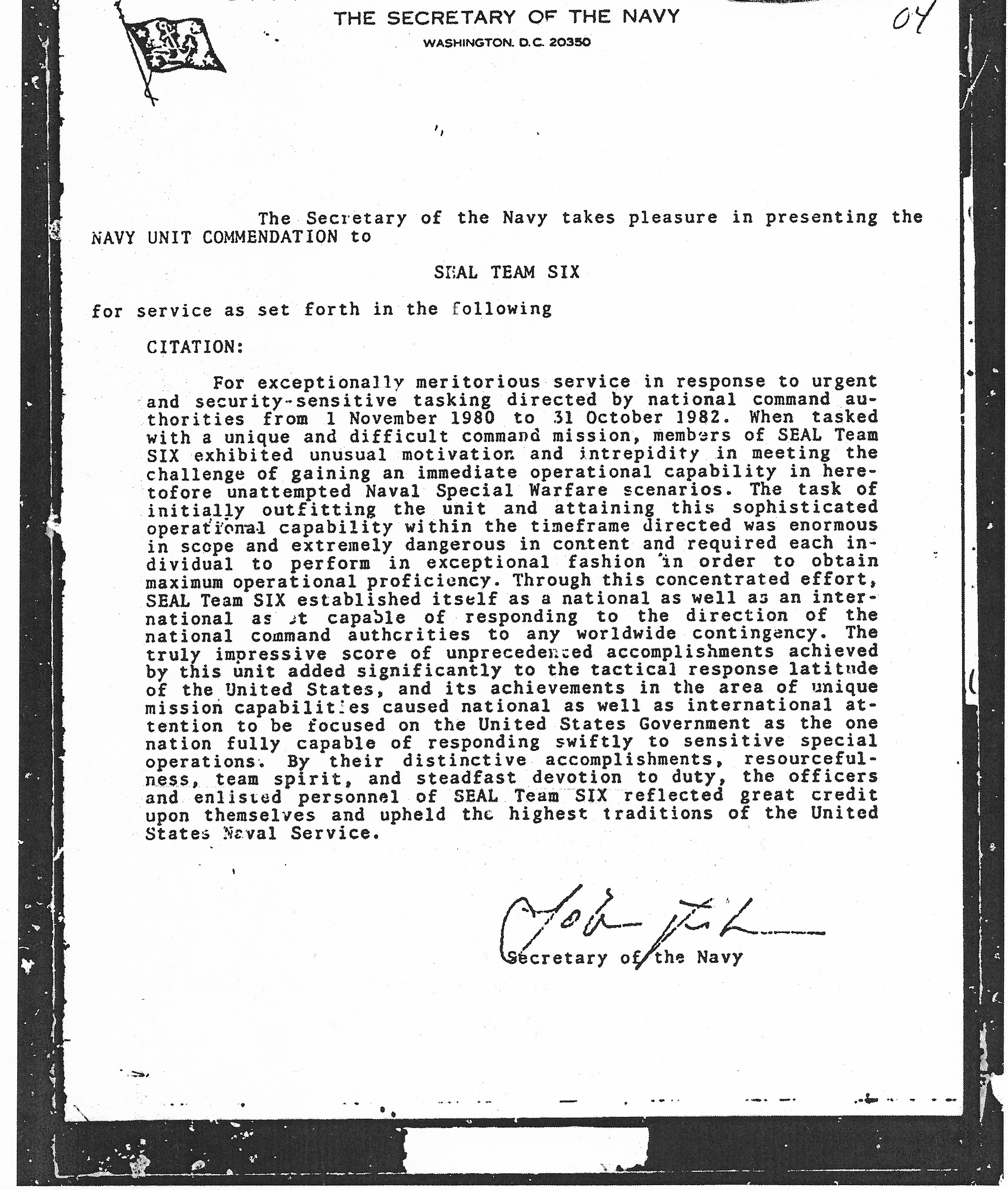
تم منح وسام تقدير الوحدة البحرية لفرقة فريق سيل 6 لخدمتها المتميزة من نوفمبر 1980 إلى أكتوبر 1982

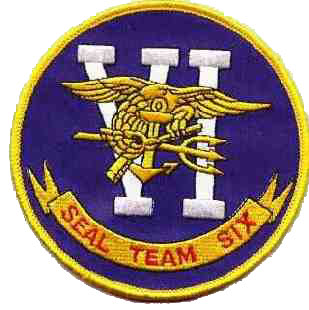
رقعة فريق سيل 6

كان مارسينكو أول قائد لهذه الوحدة الجديدة. في ذلك الوقت، كان هناك فريقان من قوات النخبة البحرية، فريق القوات الخاصة البحرية الأول وفريق القوات الخاصة البحرية الثاني. أطلق مارسينكو على الوحدة اسم فريق القوات الخاصة البحرية السادس من أجل إرباك المخابرات السوفيتية فيما يتعلق بعدد فرق القوات الخاصة البحرية الفعلية الموجودة. أجرى مارسينكو مقابلات مع مالكي الوحدات (الأعضاء المؤسسين) وتم اختيارهم يدويًا من قبل مارسينكو من جميع أنحاء مجتمع فريق الهدم تحت الماء. تم تكليف فريق القوات الخاصة البحرية السادس رسميًا في نوفمبر 1980، وبرنامج تدريبي مكثف وتقدمي جعل الوحدة جاهزة للمهمة بعد ستة أشهر. أصبح فريق القوات الخاصة البحرية السادس وحدة إنقاذ الرهائن ومكافحة الإرهاب الرائدة في البحرية الأمريكية. تمت مقارنته بقوة دلتا النخبة في الجيش الأمريكي. تولى مارسينكو قيادة فريق القوات الخاصة البحرية السادس لمدة ثلاث سنوات، من عام 1980 إلى يوليو 1983، بدلاً من القيادة النموذجية لمدة عامين في البحرية في ذلك الوقت. بدأ فريق فريق سيل 6 بـ75 مطلق نار. كانت الوحدة تمتلك موارد غير محدودة تقريبًا تحت تصرفها. في عام 1984، واصل مارسينكو وعشرات الأعضاء من فريق فريق سيل 6 تشكيل «ريد سيل» (المعروف أيضًا باسم أو بي-06دي)، وهي وحدة خاصة مصممة لاختبار أمن المنشآت العسكرية الأمريكية.
في عام 1987، تم حل فريق فريق سيل 6. وتم تشكيل وحدة جديدة باسم «مجموعة تطوير الحرب الخاصة البحرية»، والتي كانت في الأساس خليفة لفريق فريق سيل 6. تتنوع أسباب الحل، ولكن غالبًا ما يتم استخدام اسم فريق فريق سيل 6 في إشارة إلى ديفجرو.

### الخلافات
في عام 2010، أثناء محاولة إنقاذ عاملة الإغاثة البريطانية ليندا نورجروف من خاطفيها من طالبان في أفغانستان، توفيت نتيجة لإصابات لحقت بها من قنبلة يدوية طائشة أطلقها أحد أفراد قوات النخبة البحرية. في عام 2017، توفي الرقيب لوغان ميلجار من قوات العمليات الخاصة بالجيش متأثراً بصدمة تعرض لها أثناء حادثة تنمر على القاعدة في مالي أسفرت عن ملاحقة اثنين من أعضاء ديفجرو واثنين من مشاة البحرية.
بعد تحقيق استمر عامين أجرته صحيفة ذا إنترسبت، صدر تقرير في عام 2017 يتهم فرقة فريق سيل 6 وقادتها بارتكاب انتهاكات وجرائم والتستر عليها. وتضمن التحقيق مقابلات مع العديد من أعضاء وضباط الوحدة، الذين رووا تورط المجموعة في الانتهاكات، بما في ذلك ما وصفه بعض الأعضاء بجرائم حرب. وقال أعضاء وضباط سابقون في الوحدة إن الضباط القياديين تسامحوا مع الانتهاكات وتستروا عليها.

## التوظيف والاختيار والتدريب

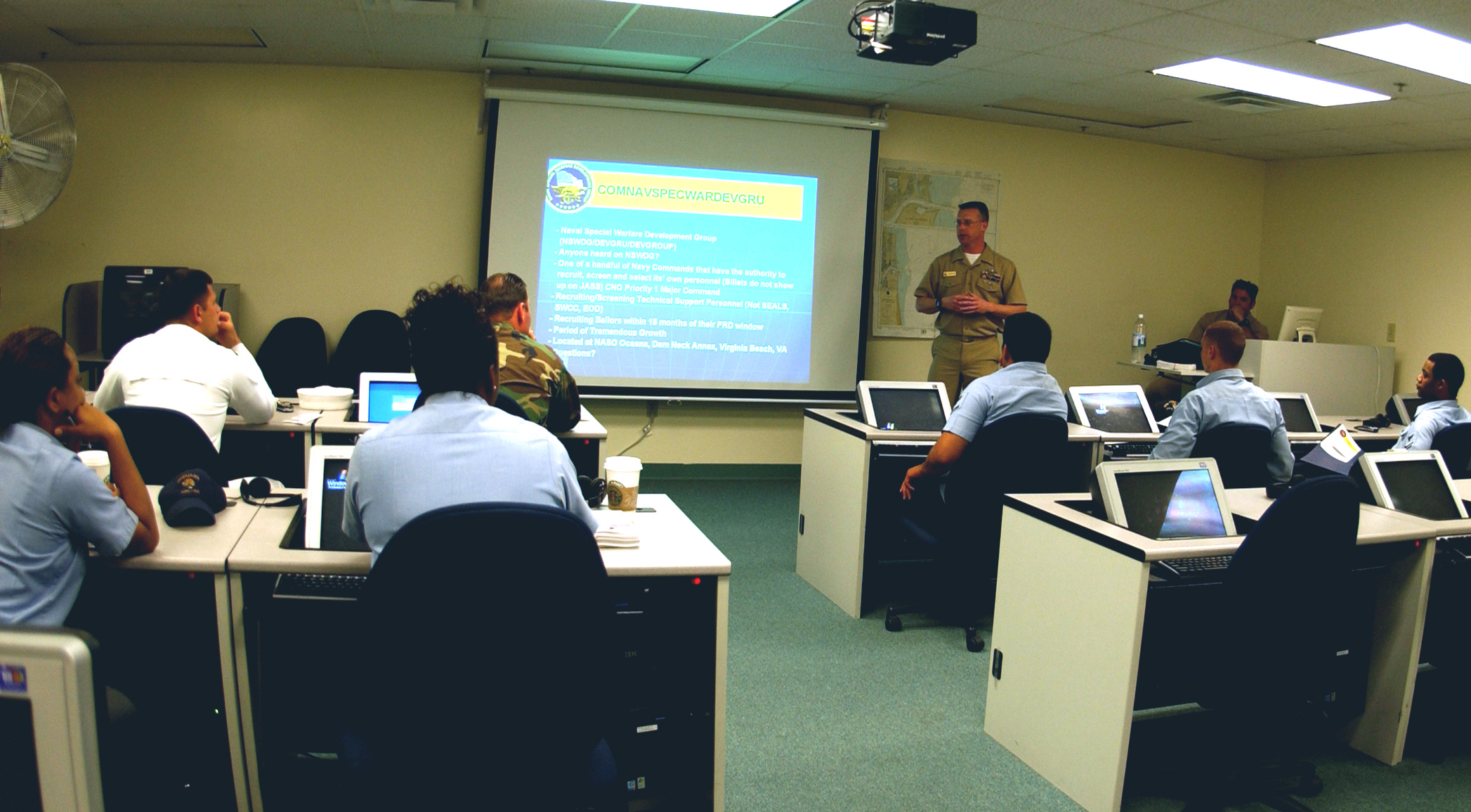
إن إس دبليو دي جي تجند موظفي الدعم، 2007

في المراحل المبكرة من إنشاء فريق فريق سيل 6، مُنح مارسينكو نافذة مدتها ستة أشهر لإنتاج الفريق. لو فشل في القيام بذلك، لكان المشروع قد أُلغي. نتيجة لذلك، لم يكن لدى مارسينكو وقت كافٍ لإنشاء دورة اختيار مناسبة على قدم المساواة مع عملية قوة دلتا. للتغلب على هذا، تم اختيار المجندين بعد تقييم سجلاتهم البحرية، تليها مقابلات فردية. وفقًا لكتاب مارسينكو المحارب المارق، تم اختيار أعضاء فريق فريق سيل 6 إذا واجهوا صعوبات أولية في التأهل في جوانب التدريب، لكنهم تأهلوا لاحقًا، حيث كان يُنظر إلى تصميم هؤلاء المرشحين على أنه أكثر قيمة من المرشح الذي مر بتدريبه بسهولة. جاء المتقدمون من فرق ستيل على الساحل الشرقي والساحل الغربي وفرق التدمير تحت الماء.
على الرغم من أن الكثير من التدريب والتجنيد سري، إلا أن هناك بعض المتطلبات وتمارين التدريب التي أصبحت الآن معروفة للعامة. تنص متطلبات التقدم إلى ديفجرو على أن المتقدمين يجب أن يكونوا من الذكور، وأن يكونوا في سن 21 عامًا أو أكبر، وأن يكونوا قد خدموا على الأقل في مهمتين سابقتين، وأن يكونوا مؤهلين للحصول على تصريح سري. يأتي المرشحون من فرق سيل على الساحل الشرقي / الغربي، وفرق مركبة توصيل سيل (إس دي في)، وفرق القوارب الخاصة (لسرب غراي)، وفرق التخلص من الذخائر المتفجرة (إي أو دي) التابعة للبحرية، وفرق مراكز إعادة التأهيل المجتمعي التابعة للبحرية. يجب أن يكون المرشحون المجندون في درجات الرواتب من إي-4 إلى إي-8 ويجب أن يكون المرشحون الضباط من أو-3 إلى أو-4 للتقدم. يجب أن يخضع المرشحون للفحص البدني والاختبار النفسي ثم يتم مقابلتهم لتحديد ما إذا كانوا مناسبين للتعيين في إن إس دبليو دي جي. أولئك الذين يجتازون عملية التجنيد الصارمة سيحضرون دورة اختيار وتدريب لمدة ثمانية أشهر مع قسم التدريب في الوحدة المعروف باسم "الفريق الأخضر". معدل استنزاف الدورة التدريبية مرتفع، وعادة ما يكون حوالي 50%؛ خلال دورة اختيار واحدة، من أصل 20 مرشحًا أصليًا، أكمل 12 الدورة. يتم مراقبة جميع المرشحين عن كثب من قبل مدربي ديفجرو وتقييمهم على ما إذا كانوا مناسبين للانضمام إلى السرب الفردية. قال هوارد إ. واسدين، وهو عضو سابق في فريق فريق سيل 6 في مقابلة أجريت عام 2011، أن 16 تقدموا بطلب للحصول على دورة اختيار فريق فريق سيل 6 وتم قبول اثنين. أولئك الذين لا يجتازون مرحلة الاختيار يعودون إلى مهامهم السابقة ويمكنهم المحاولة مرة أخرى في المستقبل.
مثل جميع وحدات قوات العمليات الخاصة التي لديها جدول تدريب مكثف للغاية وعالي الخطورة، يمكن أن تكون هناك إصابات خطيرة ووفيات. فقد خسر فريق فريق سيل 6/ديفجرو العديد من المشغلين أثناء التدريب، بما في ذلك حوادث المظلات وحوادث التدريب على المعارك القريبة. يُفترض أن عملية تقييم الوحدة للمجندين الجدد المحتملين تختلف عما واجهه مشغل سيل في حياته المهنية السابقة، ويختبر الكثير من التدريب القدرة العقلية للمرشح بدلاً من حالته البدنية. يجب أن يكون كل مرشح يتم اختياره قد أكمل بالفعل خطوط أنابيب التدريب المتقدمة الخاصة به؛ تدريب التدمير الأساسي تحت الماء/سيل، وتدريب طاقم المقاتلين في الحرب الخاصة، وتدريب فيلق الاستطلاع البرمائي الخاص، وتدريب البحرية على التخلص من الذخائر المتفجرة أو مدرسة الغوص البحرية.
يخضع المرشحون لمجموعة متنوعة من الدورات التدريبية المتقدمة التي يقودها مدربون مدنيون أو عسكريون. يمكن أن تشمل هذه الدورات التسلق الحر، والحرب البرية، وتقنيات القتال غير المسلح المتقدمة، والقيادة المتقدمة الدفاعية والهجومية، والغوص المتقدم، والاتصالات والتدريب على البقاء والتهرب والمقاومة والهروب. كما يتم تعليم المرشحين كيفية فتح أقفال السيارات والأبواب والخزائن. يجب على جميع المرشحين الأداء على أعلى مستوى أثناء الاختيار، ويقوم مدربو الوحدة بتقييم المرشح أثناء عملية التدريب. يتم تعيين المرشحين المختارين في أحد أسراب التطوير والتقييم التكتيكية. على عكس فرق سيل العادية، يمكن لمشغلي فريق سيل 6 حضور أي دورة عسكرية أخرى تقريبًا لتلقي تدريب إضافي حسب متطلبات الوحدة.
كما هو الحال مع قوة دلتا، يتم إجراء تدريبات الرماية الحية في كل من تدريبات المعارك بعيدة المدى والمسافة القريبة مع لعب أدوار الرهائن من قبل طلاب آخرين للمساعدة في بناء الثقة بين المرشحين فيما بينهم.
تتدرب ديفجرو بشكل منتظم وتعمل مع وحدات القوات الخاصة من دول أخرى بما في ذلك فوج الكوماندوز الأسترالي الثاني وخدمة القوارب الخاصة البريطانية وقوة المهام المشتركة 2 الكندية.

## الهيكل
تنقسم ديفجرو إلى أسراب خطية مشفرة بالألوان:
- السرب الأحمر (هجوم)
- السرب الأزرق (هجوم)
- السرب الذهبي (هجوم)
- السرب الفضي (هجوم)
- السرب الأسود (الاستخبارات والاستطلاع والمراقبة)
- السرب الرمادي (فرق التنقل، النقل/الغواصون، قوة الرد السريع)
- الفريق الأخضر (الاختيار/التدريب)
- [28]

كل سرب هجوم، عادة ما يقوده قائد (أو-5)، مقسم إلى ثلاث فرق. كل فرقة من هذه الفرق يقودها ضابط مفوض كبير، وهو عادة ملازم قائد (أو-4). يعمل رئيس الفرقة أيضًا كمستشار لقائد الفرقة وهو أعلى ضابط مجند في فرقة البحرية الخاصة، وعادة ما يكون ضابط صف رئيسي (إي-9). تنقسم الفرقة إلى فرق أصغر من جنود البحرية الخاصة المجندين، تسمى المهاجمين. كل فرقة بها حوالي 16 عضوًا ويقودها ضابط مفوض كبير، بالإضافة إلى رئيس فرقة. يقود هذه الفرق الفردية من المهاجمين جنود مجندين كبار في فرقة البحرية الخاصة؛ عادة ضابط صف رئيسي (إي-8)، وأحيانًا ضابط صف رئيسي (إي-7). يتم ملء بقية هذه الفرق بمزيد من ضباط الصف الرئيسيين (إي-7)، وضباط الصف من الدرجة الأولى (إي-6)، وضباط الصف من الدرجة الثانية (إي-5)؛ كل عضو له دور معين.
كما أن لكل سرب هجوم لقبًا محددًا. ومن الأمثلة على ذلك سرب الصليبيين الذهبي، والسرب الأحمر، والسرب الأزرق، وصائدي الرؤوس في السرب الفضي، والسرب الرمادي، والفايكنج. وتدعم أسراب الهجوم مجموعة متنوعة من أفراد الدعم، بما في ذلك خبراء التشفير، وخبراء الاتصالات، وفنيي إبطال الذخائر المتفجرة، ومدربي الكلاب، وأحيانًا طيارون من سرب التكتيكات الخاصة الرابع والعشرين التابع للقوات الجوية الأمريكية، وهو عنصر قيادة العمليات الخاصة المشتركة للقوات الجوية.
وفقًا لتقرير مكتب المحاسبة الحكومي عن قوات العمليات الخاصة، في السنة المالية 2014، كان لدى ديفجرو ما مجموعه 1787 منصبًا معتمدًا، منها 1342 عسكريًا و445 مدنيًا.

## الأسلحة النارية
فيما يلي قائمة بالأسلحة النارية المعروفة التي تستخدمها وحدة ديفجرو، ولكن بسبب الطبيعة السرية للوحدة، فإن هذه القائمة ليست شاملة.
البنادق القصيرة
- نوفيسكي 10.5" إن إس آر[34] 5.56x45مم ناتو
- هكلر آند كوخ إتش كيه416 5.56x45مم ناتو
- هكلر آند كوخ إم بي7 4.6×30 ملم
- كولت إم كي 18 سي كيو بي آر 5.56x45مم ناتو
- إم4إيه1 (مختلف الشركات المصنعة) 5.56x45مم ناتو

بنادق القنص والمضادة للمواد
- كولت إم كي 12 إس بي آر 5.56x45مم ناتو
- شركة تسليح الفرسان إس آر-25 7.62×51 ملم ناتو
- ريمنغتون موديل 700 «إم كي 13 مود. 5» .300 وينشستر ماغنوم
- ماكميلان لصناعة الأسلحة النارية تاك-338 .338 لابوا
- ماكميلان تاك-50 "إم كي 15 مود. 0" .50 بي إم جي
- باريت إم82 .50 بي إم جي

الأسلحة الجانبية
- هيكلر آند كوخ إتش كي45 «إم كي 24 مود. 0» .45 إيه سي بي
- سيج سوير بي226 "بي 226 آر إم كي 25" 9×19 ملم
- جلوك 19 9×19 ملم[35]
- سيج ساور بي 320 9×19 ملم

## ضباط القيادة
| القائد                  | الفئة               | الوقت كقائد   | الملاحظة                  |
| ----------------------- | ------------------- | ------------- | ------------------------- |
| (فريق سيل 6)            |                     |               |                           |
| ريتشارد مارسينكو        | فئة يو دي تي/آر 26  | 1980 إلى 1983 | [ 36 ]                    |
| روبرت أ. جورملي         | فئة يو دي تي/آر 31  | 1983 إلى 1986 | [ 37 ]                    |
| توماس إي. مورفي         | فئة يو دي تي/آر 35  | 1986 إلى 1987 | [بحاجة لاستشهادات إضافية] |
| (ديفجرو)                |                     |               |                           |
| ريتشارد وولارد          | فئة يو دي تي/آر 38  | 1987 إلى 1990 | [بحاجة لاستشهادات إضافية] |
| رونالد إي. ييو          | فئة يو دي تي/آر 37  | 1990 إلى 1992 | [ 40 ]                    |
| توماس جي. موسر          | فئة بي يو دي/إس 55  | 1992 إلى 1994 | [ 41 ]                    |
| إريك تي أولسون          | فئة بي يو دي/إس 76  | 1994 إلى 1997 | [بحاجة لاستشهادات إضافية] |
| ألبرت م. كالاند الثالث  | فئة بي يو دي/إس 82  | 1997 إلى 1999 | [ 43 ]                    |
| جوزيف د. كيرنان         | فئة بي يو دي/إس 117 | 1999 إلى 2003 | [ 43 ]                    |
| إدوارد ج. وينترز الثالث | فئة بي يو دي/إس 112 | 2003 إلى 2005 | [ 44 ]                    |
| بريان ل. لوزي           | فئة بي يو دي/إس 126 | 2005 إلى 2007 | [ 45 ]                    |
| سكوت ب. مور             | فئة بي يو دي/إس 126 | 2007 إلى 2009 | [ 46 ] [ 47 ] [ 48 ]      |
| بيري ف. فان هوسر        | فئة بي يو دي/إس 137 | 2009 إلى 2011 | [ 49 ] [ 50 ]             |
| هيو دبليو هوارد الثالث  | فئة بي يو دي/إس 172 | 2011 إلى 2013 | [ 51 ]                    |
| فرانك م. برادلي         | فئة بي يو دي/إس 179 | 2013 إلى 2015 | [بحاجة لاستشهادات إضافية] |
| جيريمي ب. ويليامز       | فئة بي يو دي/إس 191 | 2015 إلى 2017 | [ 55 ] [ 56 ]             |
| ماثيو ج. بيرنز          | فئة بي يو دي/إس 158 | 2018 إلى 2020 | [ 57 ]                    |

كان أول قائد للوحدة هو قائد (أو-5). وبعد رحيله، تم تغيير رتبته إلى رتبة نقيب (أو-6)، ولا تزال كذلك حتى الآن.

## الأدوار والمسؤوليات

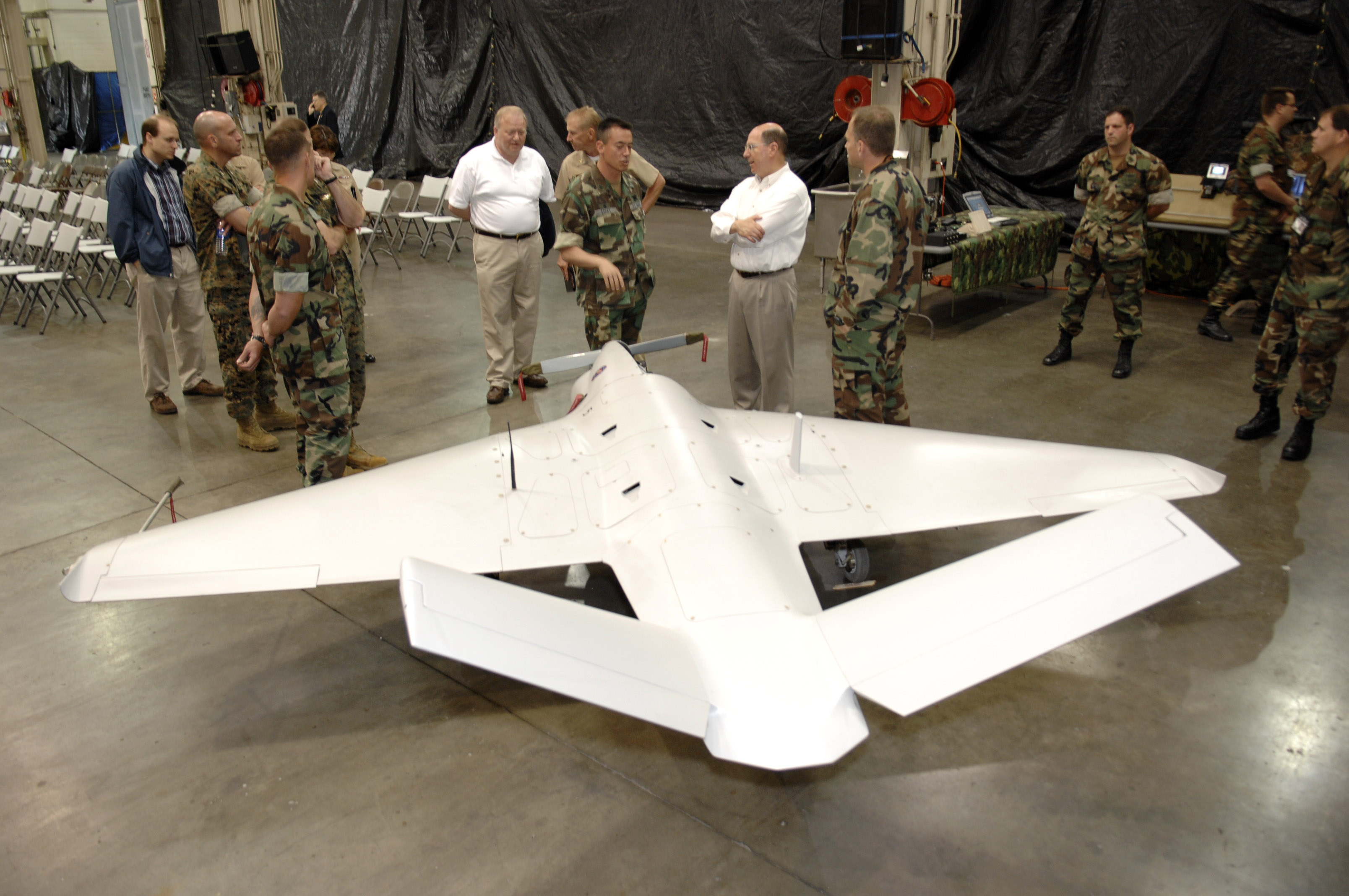
وزير البحرية دونالد سي وينتر يتلقى إحاطة عن طائرة سينتري إتش بي يو إيه في في دام نِك، 2007

المهمة الكاملة لديفجرو سرية ولكن يُعتقد أنها تشمل العمليات الاستباقية والاستباقية لمكافحة الإرهاب، ومكافحة الانتشار (الجهود المبذولة لمنع انتشار الأسلحة التقليدية وأسلحة الدمار الشامل)، بالإضافة إلى القضاء على الأهداف ذات القيمة العالية أو استعادتها من الدول غير الصديقة. ديفجرو هي واحدة من عدد قليل من وحدات المهام الخاصة الأمريكية المصرح لها باستخدام الإجراءات الاستباقية ضد الإرهابيين ومرافقهم.
عندما تم إنشاء فريق فريق سيل 6 لأول مرة في عام 1980، كان مخصصًا حصريًا لمكافحة الإرهاب بمسؤولية بحرية عالمية؛ تضمنت أهدافه عادةً أهدافًا مثل السفن ومنصات النفط والقواعد البحرية والسفارات الساحلية وغيرها من القواعد المدنية أو العسكرية التي يمكن الوصول إليها من البحر أو الممرات المائية الداخلية. في عمليات معينة، تم تكليف فرق صغيرة من فريق فريق سيل 6 بالتسلل سراً إلى مناطق دولية عالية الخطورة لإجراء تقييمات استطلاعية أو أمنية للمرافق العسكرية والسفارات الأمريكية لتقديم المشورة بشأن التحسينات من أجل منع وقوع إصابات في حالة وقوع هجوم إرهابي. تم حل فريق فريق سيل 6 في عام 1987، وتم منح دوره، باستثناء الصعود إلى السفن غير لمكافحة الإرهاب، والذي تم منحه لفريق فريق سيل 8 الذي تم تشكيله حديثًا، إلى ديفجرو الذي تم تشكيله حديثًا.
منذ بداية «الحرب على الإرهاب»، تطورت وحدة ديفجرو لتصبح وحدة عمليات خاصة متعددة الوظائف ذات تفويض تشغيلي عالمي. وتشمل هذه العمليات الإنقاذ الناجح لجيسيكا بوكانان وبول هاجن ثيستد، ومحاولة إنقاذ ليندا نورجروف، والإنقاذ الناجح للطبيب الأمريكي ديليب جوزيف وفي عام 1991، الاستعادة الناجحة للرئيس الهايتي جان برتران أريستيد وعائلته خلال الانقلاب الذي أطاح به.[بحاجة لمصدر]
المهمة الرسمية لمجموعة تطوير الحرب الخاصة البحرية العاملة حاليًا هي «توفير إدارة مركزية لاختبار وتقييم وتطوير تكنولوجيا المعدات والتقنيات والتكتيكات والإجراءات للحرب الخاصة البحرية». تدرب ديفجرو وقوة دلتا التابعة للجيش وتنتشر معًا في مهام مكافحة الإرهاب عادةً كجزء من قوة مهام العمليات الخاصة المشتركة (JSOTF). غالبًا ما يعمل مركز الأنشطة الخاصة السري للغاية التابع لوكالة الاستخبارات المركزية وبشكل أكثر تحديدًا مجموعة العمليات الخاصة النخبوية التابعة لها مع ديفجرو وتجند منها. أدى الجمع بين هذه الوحدات في النهاية إلى مقتل زعيم القاعدة أسامة بن لادن في عملية نبتون سبير.

## الملاحظات
1. ↑  ومع ذلك، أفاد موقع ذا أتلانتيك في أكتوبرالأول 2010 أن تسمية « ديفجرو» ربما تكون قد تغيرت في مرحلة ما، حيث تم تصنيف التسميات اللاحقة على أنها سرية.[3]

## للقراءة الإضافية
- Gormly، Robert A. (1999). Combat Swimmer: Memoirs of a Navy SEAL. New York: Penguin Group. ISBN:978-0-451-19302-5.
- MacPherson، Malcolm (2006). Roberts Ridge: A Story of Courage and Sacrifice on Takur Ghar Mountain, Afghanistan. New York: Bantam Dell. ISBN:978-0-553-58680-0.
- Shipler، David K.؛ Halloran, Richard (26 نوفمبر 1985). "Terror: Americans as targets". The New York Times. مؤرشف من الأصل في 2024-11-30. اطلع عليه بتاريخ 2011-05-07.